# Гай Калпурний Пизон (консул 180 пр.н.е.)
Вижте пояснителната страница за други личности с името Гай Калпурний Пизон.
Гай Калпурний Пизон  (на латински: Gaius Calpurnius Piso) e римски политик.

## Биография
Син е на преторът от 211 пр.н.е. Гай Калпурний Пизон. Той е от gens на Калпурниите.
През 186 пр.н.е. е претор в провинция Далечна Испания (Hispania Ulterior). След победата му над лузитаните и келтиберите в Испания през 184 пр.н.е. получава триумф в Рим. През 180 пр.н.е. Пизон става консул заедно с Авъл Постумий Албин Луск.
1. ↑  C. Calpurnius (62) C. f. C. n. Piso //   Посетен на 10 юни 2021 г.
2. ↑  4216 //   Посетен на 10 юни 2021 г.
3. 1 2 3  C. Calpurnius (62) C. f. C. n. Piso //   Посетен на 10 юни 2021 г.
4. ↑  1483 //   Посетен на 10 юни 2021 г.
5. ↑  1575 //   Посетен на 10 юни 2021 г.
6. ↑  1561 //   Посетен на 10 юни 2021 г.